# Cullinan (diamante)

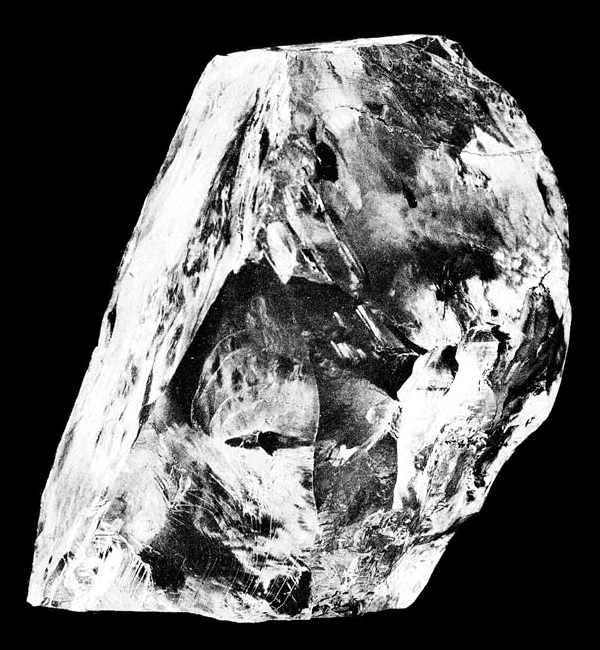
Il diamante Cullinan nella sua forma originale grezza.

Il diamante Cullinan, detto anche Stella d'Africa, è il più grande diamante grezzo mai ritrovato, con un peso di 3 106,75 carati (621,35 g). La pietra è così chiamata in onore di Sir Thomas Cullinan, il proprietario della miniera di diamanti in cui fu trovato il 26 gennaio 1905.

## Storia
Il diamante fu trovato per caso da Frederick Wells, supervisore della miniera Premier Mine sita a Cullinan (nell'attuale Sudafrica) e di proprietà di Thomas Cullinan, durante uno dei suoi giri di controllo. La pietra preziosa si rivelò subito eccezionale, con una dimensione di 10,0×6.35×5.9 cm ed un peso di poco più di 3 106 carati (621,20 g). Per circa 2 anni Cullinan non decise cosa fare della pietra, limitandosi ad esporla a Johannesburg, dove fu vista da 8 000 visitatori.
Nel 1907 il governatore di Transvaal, la regione in cui si trovava la miniera dove era stata trovata la pietra e che all'epoca apparteneva all'impero britannico, decise di fare omaggio della pietra al re Edoardo VII per il suo 66º compleanno, per rafforzare i rapporti del Transvaal con l'impero dopo la fine delle guerre boere, e la acquistò il 17 ottobre 1907 da Thomas Cullinan per 150000 £, una cifra che sembra piccola ma che, corretta per l'inflazione, corrisponde a circa 15~21 milioni di sterline di oggi.
Il re accettò il regalo e la pietra fu portata a Londra. Fu deciso di tagliare la pietra in diamanti più piccoli e per tale lavoro fu incaricata la ditta Asscher di Amsterdam. Il primo taglio fu eseguito da Joseph Asscher dopo uno studio durato settimane. Al primo tentativo si ruppe lo strumento di taglio mentre al secondo tentativo, effettuato il 10 febbraio 1908, la pietra fu divisa in 2 frammenti di 1977 e 1040 carati, rispettivamente. Entrambi i pezzi furono poi sottoposti a ulteriori tagli: 3 tecnici lavorarono per 14 ore al giorno per circa 8 mesi, ricavando 9 pietre principali, 96 diamanti lavorati più piccoli e 9,5 carati di materiale non lucidato. Le pietre principali fanno parte dei Gioielli della Corona inglese.
La casa automobilistica britannica Rolls-Royce ha deciso di intitolare il suo primo SUV con il nome di questo diamante.

## I principali diamanti tagliati

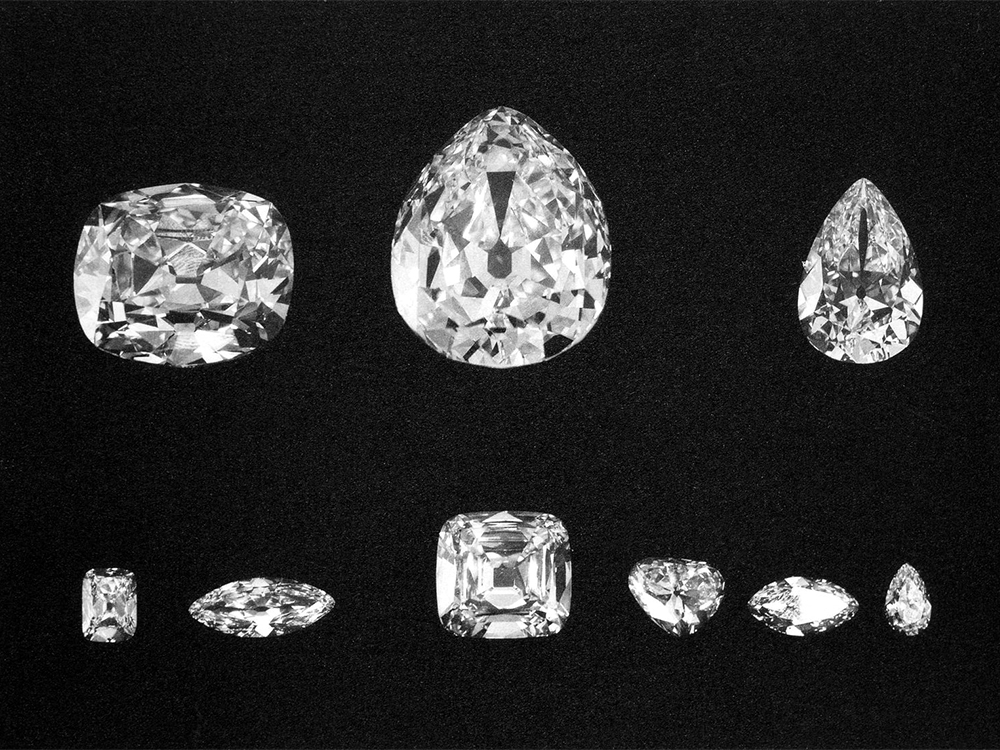
I nove maggiori pezzi in cui è stato tagliato il Cullinan.

I nove principali diamanti tagliati ricavati dal Cullinan, tutti proprietà della Corona Britannica (i due maggiori) o facenti parte del patrimonio personale della Famiglia Reale Britannica (i restanti sette, come proprietà privata della Regina Maria, poi ereditati da Elisabetta II e ora dai suoi eredi) sono:
- il Cullinan I (detto anche "Grande Stella d'Africa"), di 530,20 carati (106,040 g), taglio a goccia, attualmente incastonato sullo scettro di sant'Edoardo, è il secondo più grande diamante tagliato al mondo;
- il Cullinan II (detto anche "Seconda Stella d'Africa"), di 317,40 carati (63,480 g), taglio a cuscino, è il quarto più grande diamante tagliato al mondo. Attualmente incastonato sul fronte della Corona Imperiale di Stato del Regno Unito, sotto al Rubino del Principe Nero;
- il Cullinan III (detto anche "Piccola Stella d'Africa"), di 94,40 carati (18,880 g), taglio a pera, attualmente incastonata su una spilla appartenuta alla regina Elisabetta II;
- il Cullinan IV (anch'esso detto "Piccola Stella d'Africa"), di 63,60 carati (12,720 g), taglio quadrato, attualmente incastonato nella spilla che ospita anche il Cullinan III;
- Il Cullinan V, di 18,8 carati (3,76 g), taglio a cuore, attualmente incastonato in una spilla appartenuta alla regina Elisabetta e che può essere combinata con i gioielli del Cullinan VII e VIII;
- Il Cullinan VI, di 11,5 carati (2,3 g), taglio marquise, attualmente montato come pendente della spilla che ospita il Cullinan VI, appartenuta a Elisabetta II. I due diamanti possono essere ricombinati per formare una spilla più grande;
- Il Cullinan VII, di 8,8 carati (1,76 g), taglio marquise, attualmente incastonato in una spilla appartenuta a Elisabetta II.
- Il Cullinan VIII, di 6,8 carati (1,36 g), taglio obliquo, attualmente incastonato in una spilla appartenuta a Elisabetta II;
- Il Cullinan IX, di 4,39 carati (0,878 g), taglio a pera, attualmente incastonato in un anello con montatura di platino, appartenuto a Elisabetta II e noto come Cullinan Ring.

Il Cullinan I e il Cullinan II, essendo parte del tesoro della Corona, sono conservati nella Torre di Londra. I Cullinan III-IX facevano invece parte dei gioielli personali della regina Elisabetta II in quanto ereditati dal patrimonio personale di sua nonna, la Regina Maria, e sono ora proprietà dei suoi eredi, e non sono quindi esposti al pubblico.